# Nowe Strzałki
Nowe Strzałki (prononciation : [ˈnɔvɛ ˈstʂau̯ki]) est un village polonais de la gmina de Nowe Miasto nad Pilicą dans le powiat de Grójec de la voïvodie de Mazovie dans le centre-est de la Pologne.
Il se situe à environ 13 kilomètres à l'ouest de Nowe Miasto nad Pilicą (siège de la gmina), à 40 kilomètres au sud-ouest de Grójec (siège de la powiat et à 75 kilomètres au sud-ouest de Varsovie (capitale de la Pologne.
Le village possède approximativement une population de 120 habitants en 2006.

## Histoire
De 1975 à 1998, le village appartenait administrativement à la voïvodie de Radom.